# Jerry Abramson
Pour les articles homonymes, voir Abramson.
Jerry Edwin Abramson, né le 12 septembre 1946 à Louisville (Kentucky), est un homme politique américain membre du Parti démocrate. 

## Biographie
Fils d'un épicier, il devient avocat et est élu maire de Louisville dans le Kentucky en 1985, sa ville natale. Il sera réélu deux fois avant que la loi sur la limitation des mandats le contraigne à quitter la fonction, en 1998.
La fusion de Louisville et du comté de Jefferson créant une nouvelle entité, il est élu maire en 2002 avec 73,4 % des voix et réélu en 2006. Il quitte le poste en 2011.
Ses premiers mandats de maire sont marqués par une croissance économique de Louisville. Il a lancé un vaste programme d'embellissement de la ville, revitalisé les rives de l'Ohio, étendu l'aéroport international et attiré plusieurs sièges sociaux de grandes sociétés.
55e lieutenant-gouverneur du Kentucky du 13 décembre 2011 au 13 novembre 2014, il est directeur des affaires intergouvernementales à la Maison-Blanche entre le 14 novembre 2014 et le 20 janvier 2017, durant la présidence de Barack Obama.